# Limpurg-Sontheim
Het  graafschap Limpurg-Sontheim was een tot de Frankische Kreits behorend graafschap binnen het Heilige Roomse Rijk.
Ten gevolge van het huwelijk van Frederik Schenk van Limpurg met Elizabeth van Hohenlohe-Speckfeld kwam de heerlijkheid Speckfeld in 1412 aan het graafschap Limpurg. Na de dood van Frederik en Elizabeth vond er in 1414/41 een deling plaats:
- Koenraad kreeg Gaildorf en Schmiedelfeld (uitgestorven in 1690)
- Frederik kreeg Limpurg, Speckfeld en Obersontheim (uitgestorven in 1713)

In Sontheim resideerden regelmatig jongere zijtakken van Limpurg-Speckfeld. Dit was het geval van 1530 tot 1581 en van 1596 tot 1676.
Na het uitsterven van de tak Sontheim in 1676 deelden de broers Vollrath en Georg Eberhard van Limpurg-Speckfeld:
- Vollrath kreeg Sontheim (uitgestorven in 1713)
- Georg Eberhard kreeg Speckfeld (uitgestorven in 1705)

Na de dood van Vollrath van Limpurg-Sontheim erfden zijn vijf dochters gemeenschappelijk. In 1772 deelden de erfgenamen het bezit:
- Wilhelmina Sophie (overleden in 1735), gehuwd met Johan Rudof van Prösing kreeg het ambt Schmiedelfeld
- Christina Magdalena (overleden in 1746), gehuwd met Lodewijk Georg van Hessen-Homburg kreeg het ambt Gröningen. Via hun dochter vererfde het bezit aan Hohenlohe-Bartenstein.
- Amöne Sophie Friederike (overleden in 1746), gehuwd met Hendrik Frederik van Löwenstein-Wertheim-Virneburg kreeg het ambt Obersontheim
- Friederike Augusta (overleden in 1746), gehuwd met Chritstiaan Hendrik van Schönburg-Waldenburg kreeg het halve ambt Sontheim-Gaildorf
- Sophie Eleonora (overleden in 1738), gehuwd met Frederik Karel van Erbach kreeg het ambt Michelbach.

Bij de deling van Limpurg-Sontheim ging er ook een deel naar Albertine van Limpurg-Speckfeld (overleden in 1717), gehuwd met Frederik van Welz: zij kreeg de andere helft van het ambt Sontheim-Gaildorf.
- De 13 kleinkinderen van Wilhelmina Sophie verkochten het ambt Schmiedelfeld in 1781 aan het hertogdom Württemberg.
- De nakomelingen van Christina Magdalena verkochten het ambt Gröningen in 1804 aan Colloredo.
- De nakomelingen van Amöne Sophie verdeelden het ambt Obersontheim in vele porties. Een deel kwam via vererving aan de graven van Gronsveld, die hun aandeel in 1782 aan Württemberg verkochten. Andere delen kwamen door vererving aan Löwenstein-Wertheim-Virneburg, Isenburg-Meerholz, Sayn-Wittgenstein en Pückler.

In een overzicht van de Frankische Kreits van 1802 stond vermeld:
- Sontheim-Schmiedelfeld bestaande uit slot Schmiedelfeld met het gehucht Sulzbach en het ambt in bezit van Württemberg
- Sontheim-Gröningen bestaande uit Gröningen en het ambt in bezit van Hohenlohe-Bartenstein
- Obersontheim is voor 1/3 deel in het bezit van Johan Karel van Löwenstein-Wertheim, voor 1/6 deel in bezit van Frederik Karel van Löwenstein-Wertheim, voor 1/6 deel in het bezit van de gravinnen Pückler en voor 1/3 deel in bezit van Württemberg.
- Gaildorf bestaande uit de halve stad Gaildorf en verspreide bezittingen, in bezit van graaf Frederik Pückler
- Michelbach, bestaande uit Michelbach, het ambt en het halve dorp Gollhofen in de heerlijkheid Speckfeld en in bezit van Johan Karel van Löwenstein-Wertheim.

Artikel 24 van de Rijnbondakte van 12 juli 1806 stelde alle delen van het graafschap Limpurg-Gaildorf die nog niet in bezit zijn van Württemberg onder de soevereiniteit van het koninkrijk Württemberg: de mediatisering. Impliciet moet dit ook gegolden hebben voor Limpurg-Sontheim.

## Regenten Sontheim
| regerinhg | naam                        | geboren    | overleden  | familie           |
| --------- | --------------------------- | ---------- | ---------- | ----------------- |
| 1475-1530 | Gotfried II                 | 1-6-1474   | 9-4-1530   | zoon van Georg II |
| 1530-1553 | Erasmus I                   | 14-1-1502  | 25-2-1553  | zoon              |
| 1553-1596 | Frederik VII                | 6-8-1536   | 29-1-1596  | zoon              |
| 1596-1637 | Hendrik II                  | 22-1-1573  | 13-5-1637  | zoon              |
| 1637-1645 | Lodewijk Casimir            | 5-8-1611   | 3-10-1645  | zoon              |
| 1645-1676 | Hendrik Casimir             | 26-9-1640  | 13-10-1676 | zoon              |
| 1676-1713 | Vollrath                    | 12-6-1641  | 19-8-1713  | Limpurg-Speckfeld |
| 1713-1735 | Wilhelmina Sophie           | 31-10-1676 | 21-8-1735  | dochter           |
| 1713-1746 | Christina Magdalena Juliana | 25-6-1683  | 2-2-1746   | zuster            |
| 1713-1746 | Amöne Sophie Friederike     | 24-8-1684  | 20-2-1746  | zuster            |
| 1713-1746 | Friederike Augusta          | 26-1-1694  | 28-7-1746  | zuster            |
| 1713-1738 | Sophie Eleonora             | 10-6-1695  | 28-1-1738  | zuster            |